# Tillandsia araujei
Tillandsia araujei är en gräsväxtart som beskrevs av Carl Christian Mez. Tillandsia araujei ingår i släktet Tillandsia och familjen Bromeliaceae. Inga underarter finns listade i Catalogue of Life.

## Bildgalleri

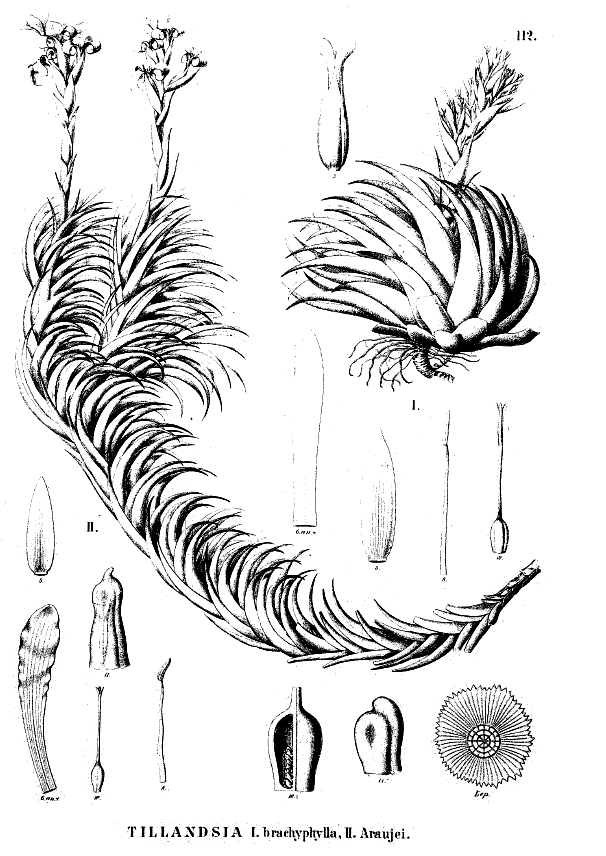